# Прозороки
Прозоро́ки (біл. Празарокі) — село в Вітебській області Білорусі, у Глибоцькому району.
Октябрський знаходиться за 42 км на північний схід від районного центру, між автострадою та залізницею.
В селі знаходяться церкви — православна Петра й Павла та костел.
| Білорусь | Це незавершена стаття з географії Білорусі. Ви можете допомогти проєкту, виправивши або дописавши її. |